# Gert Marcus

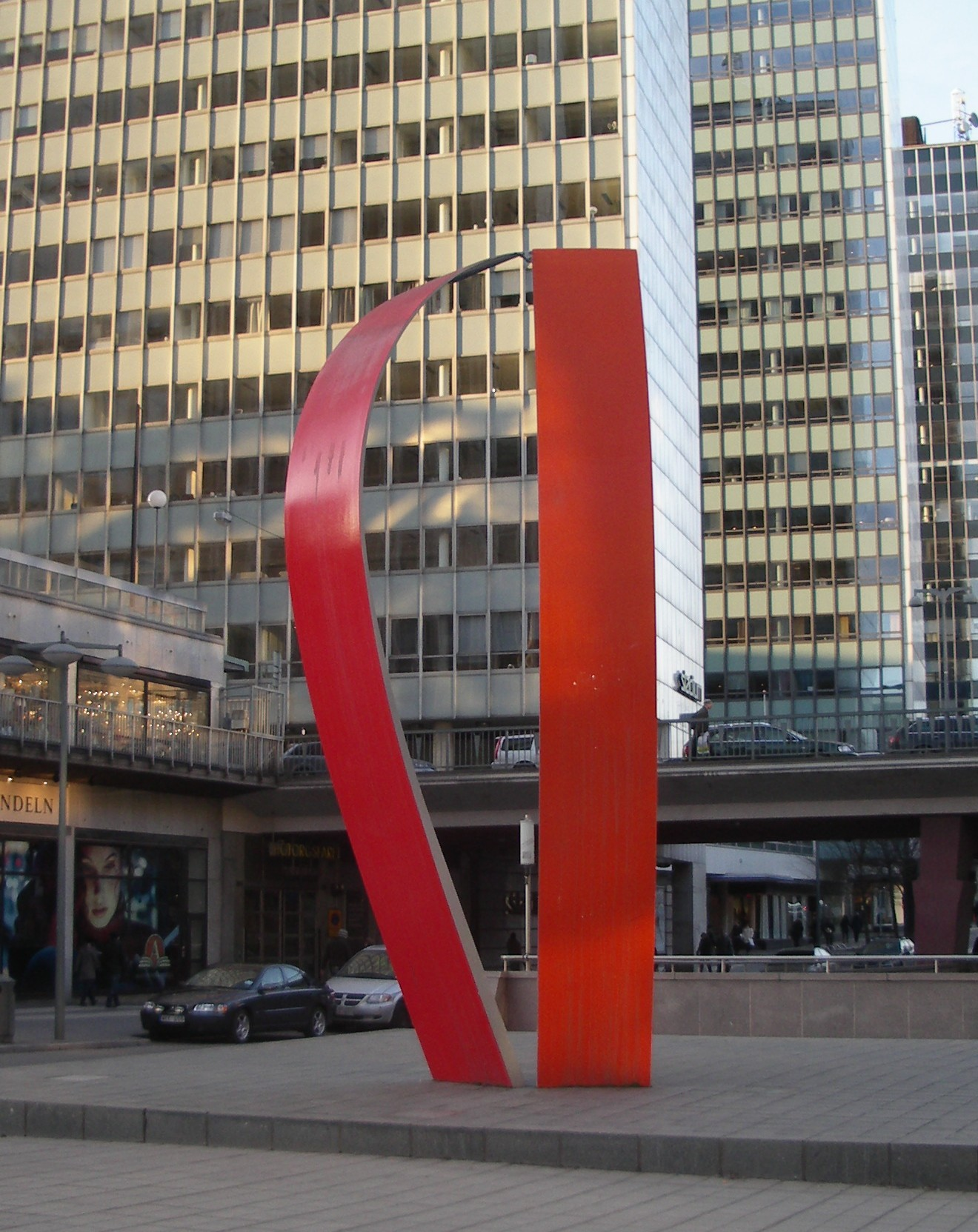
Di-eder vid Sergels Torg i Stockholm.

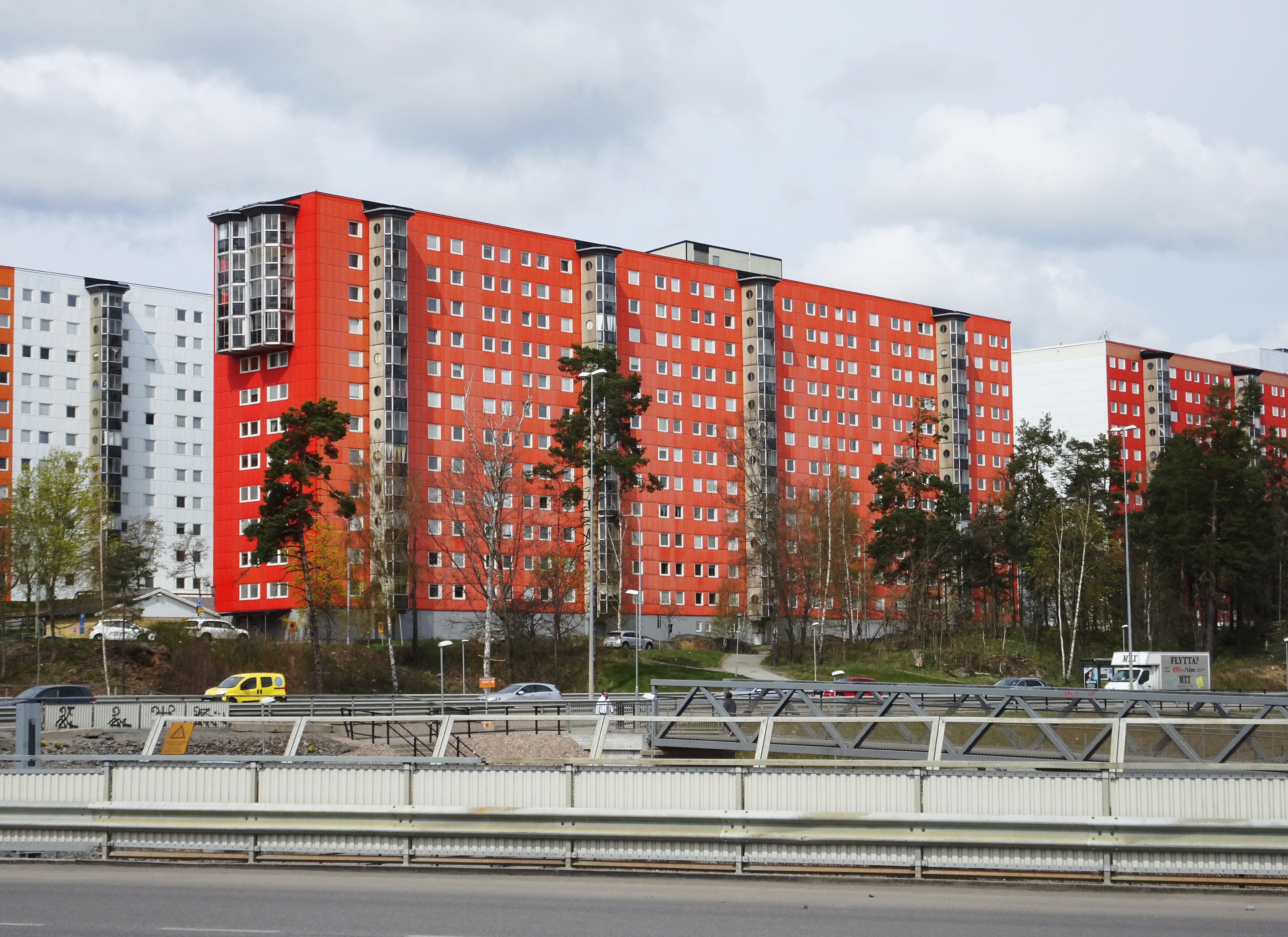
Grantorps fasader färgsattes av Marcus.

Gert Olof Wilfried Marcus, född 10 november 1914 i Gross Borstel i Hamburg i Tyskland, död 23 december 2008 i Stockholm, var en tysk-svensk målare och skulptör.

## Biografi
Gert Marcus föddes i Tyskland, som son till den tyske advokaten Paul Marcus och svenskan Hilda Maria Dahl. Han var från början målare och intresserade sig för hur man kunde skapa distans och volym enbart med rena färger, det vill säga utan att blanda dem med svart eller vitt.
Förutom några månader 1936–1937 i Otte Skölds målarskola och en period på Ateneum i Helsingfors 1937–1938 var Gert Marcus självlärd. Han blev en av Sveriges mest konsekventa konkretister, även om han själv avstod från alla -ismer. Han var bosatt i Stockholm från 1933, men under långa perioder vistades han i Menton, Bretagne, Paris och Massa-Carrara i Italien.
Han visade tidigt intresse för Paul Cézannes måleri, hur man kunde skapa rumslighet och volym enbart med hjälp av rena färger och utan att använda renässansperspektivet. Det ledde till att Gert Marcus utvecklade en färgteori, som han skulle vara trogen till under hela sitt konstnärskap. År 1955 mötte han i Paris konstnärerna Michel Seuphor, Nicolas Schöffer och Georges Vantongerloo. Med den sistnämnde utvecklade Marcus en lång och givande vänskap. Brevväxlingen dem emellan utgavs år 2000 av Konstakademien.
Under 1950-talet fick Gert Marcus flera stora uppdrag. Han gjorde en mosaikvägg i Sankt Mikaels kapell i Mora 1954, en väggmosaik i Stockholms polishus 1957, en korvägg i Vantörs kyrka i Stockholm och en väggmosaik i glaskross i Sergelteaterns foajé 1959. Den sistnämnda är nermonterad med avsikt att sättas upp i ett blivande museum.
Gert Marcus blev även känd för färgsättningen av bostadshusen i Grantorp, Flemingsberg i Huddinge kommun. Husen uppfördes i början av 1970-talet i ramen för miljonprogrammet. Fasaderna kläddes med lackerade aluminiumkassetter som färgsattes i klara färger av Marcus. Kulörerna och placering på husen studerades noga, man tog hänsyn till byggnadernas läge i naturen och i relation till varandra. Meningen var att varje husgrupp skulle få en egen identitet när man promenerade genom bebyggelsen. Med tiden fick hela området en egen identitet genom sin ovanliga färgsättning och sitt höga läge. Grantorps bostadshus syns på långt håll från Huddingevägen och östra Flemingsberg. Bebyggelsen klassas av kommunen som "särskilt värdefull kulturmiljö".
Gert Marcus är begravd på Båstads nya begravningsplats.

## Offentliga verk i urval[10]

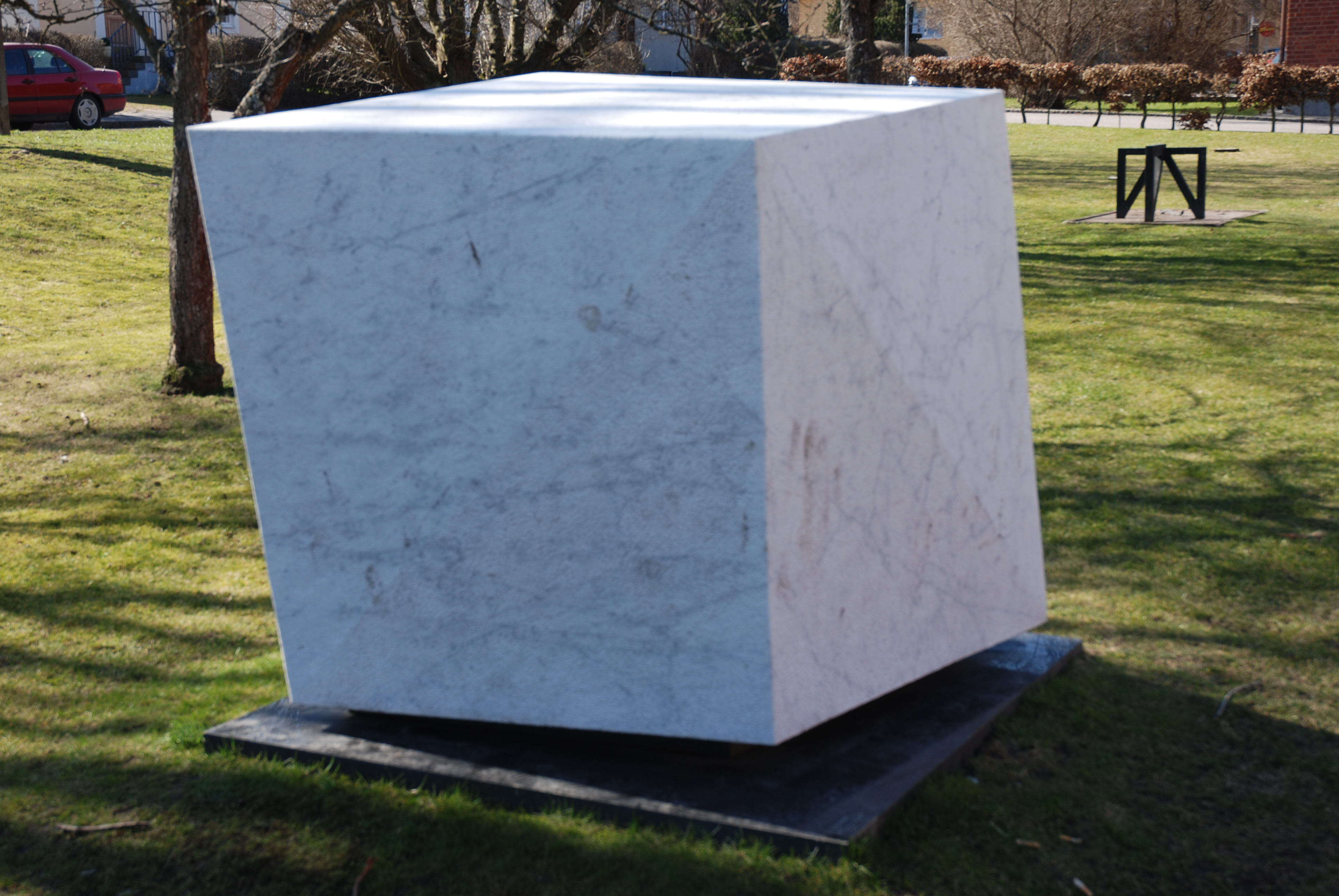
Cubo centrifugo-centripeto utanför Norrköpings konstmuseum

- Korsmosaik och Korskomposition, sgraffito, 1954, Sankt Mikaels kapell i Mora
- Korsmosaik, 1958–1959, i Vantörs kyrka i Stockholm
- En inre delning, 1965–1966, santelenamarmor och diabas, Karlaplan i Stockholm
- färgsättning av husfasader i Flemingsberg i Huddinge, sprutlackerad plåt, 1973
- Kropp och linje, carraramarmor, 1982, Stadsparken i Lund
- Min kvadratur, carraramarmor, 1983–1984, Hjelmsjöfabrikens park i Örkelljunga
- Färgrum, målad aluminium, 1984, Sankt Görans sjukhus i Stockholm
- Cubo centrifugo-centripeto, carraramarmor, 1984–1985, skulpturparken utanför Norrköpings Konstmuseum
- Di-edersekvensen[11], tolv delar, lackerad stålplåt, 1968–1969, uppsatt 1994 vid Lindholmens kaj i Göteborg
- Gestaltning av Bagarmossen (tunnelbanestation) i Stockholm (1990–1994), glas, färglaminat, grått marmorgolv
- Di-eder, lackerad stålplåt, 1966–1968, uppsatt 1998 vid Sergels Torg i Stockholm
- Cirkelns expansion (1999), marmor, Skissernas museums skulpturgård i Lund
- Sfera centripeta-centrifuga (1971), marmor, uppsatt 2000 i Turano Lodigiano i Lombardiet i Italien
- Färgdistanser eller Tre steg från det okända, plexiglas, 2002, biblioteket i Flemingsberg i Huddinge
- Vertikal enhet, 2005), Sankt Sigfrids griftegård i Borås
- Tre enheter, Fredens park i Eilat i Israel

Marcus är representerad vid bland annat Nationalmuseum och Moderna museet i Stockholm och Göteborgs konstmuseum.

## Bildgalleri

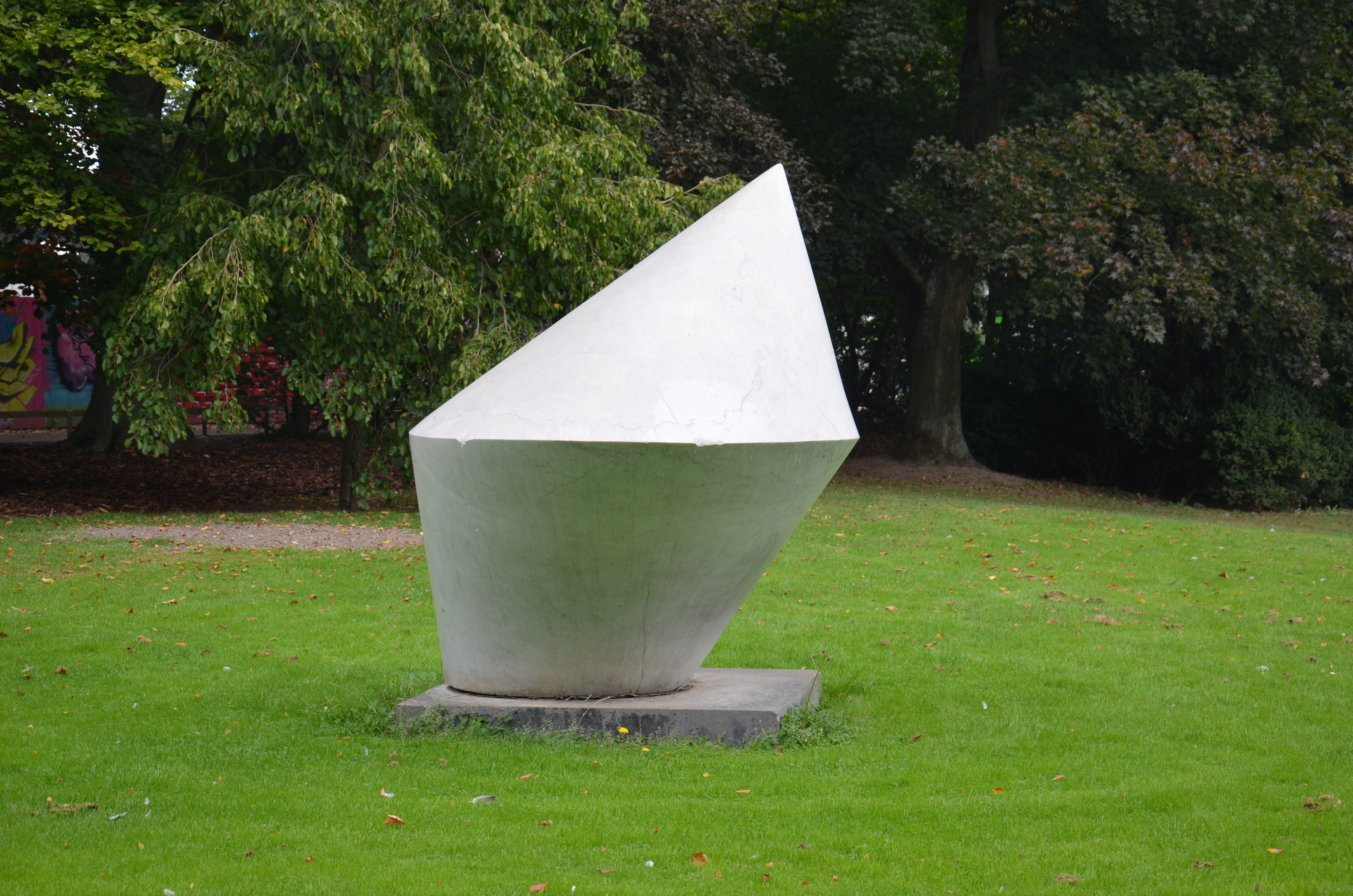
Kropp och linje i Lund
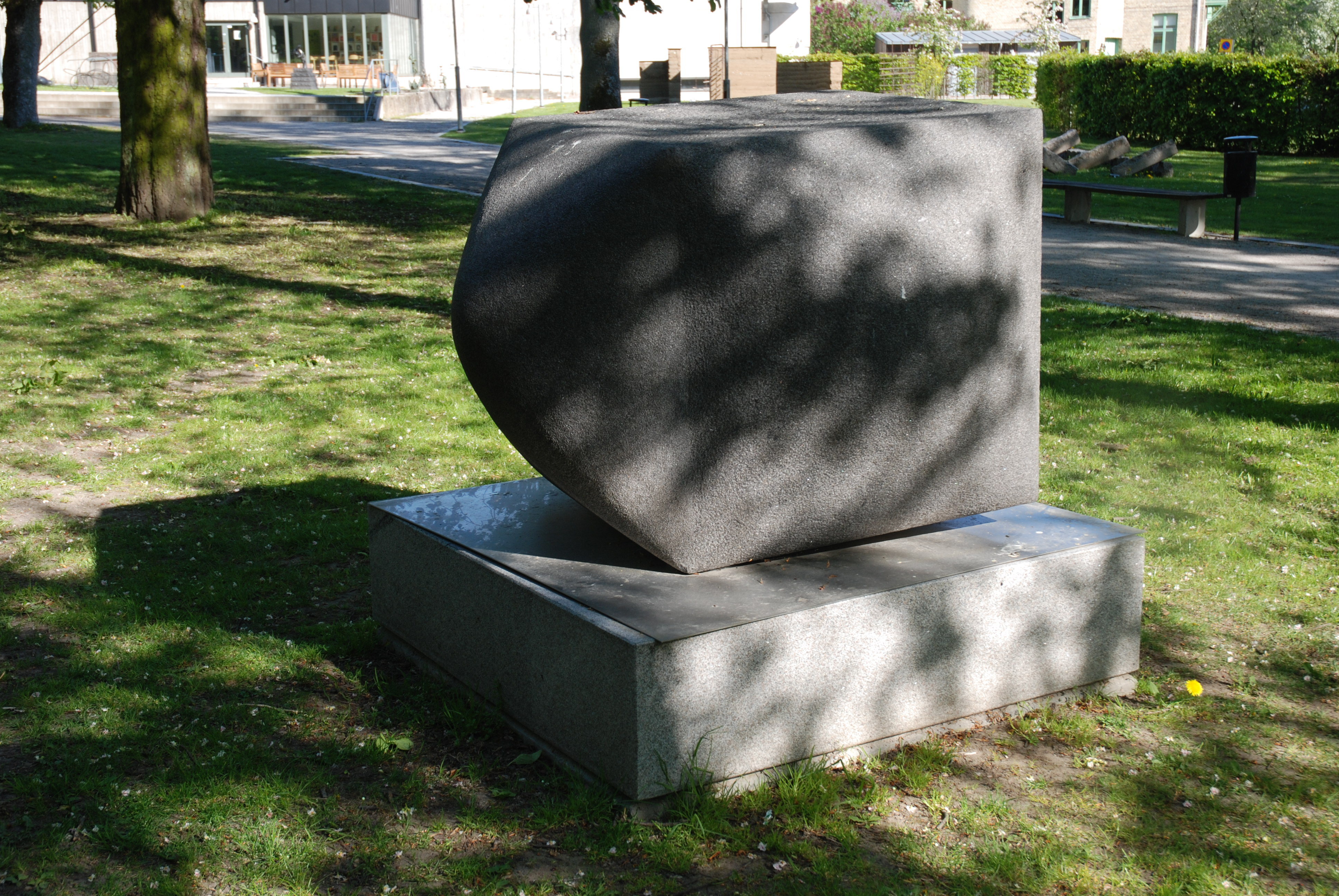
Kropp och ytor  i Lund
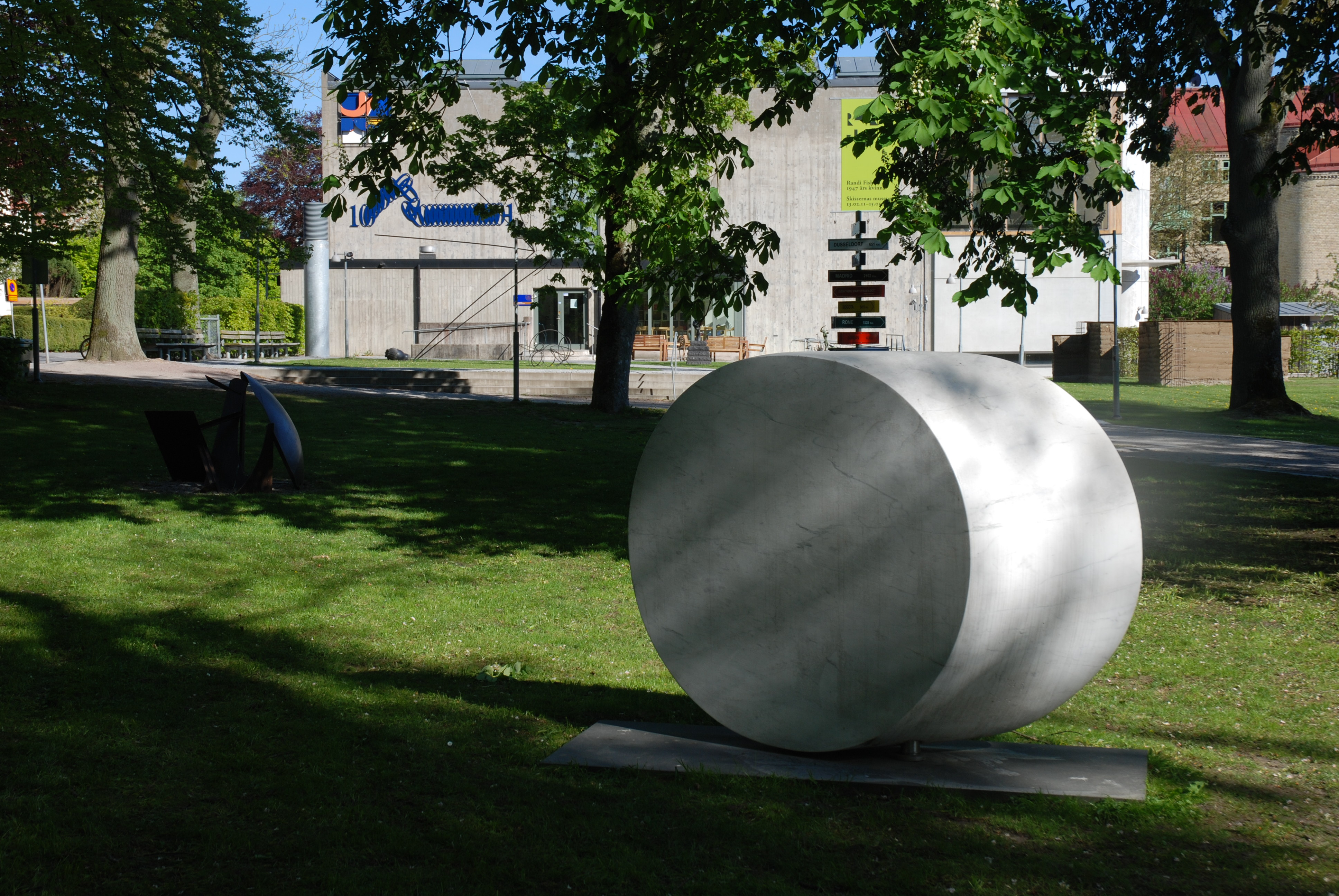
Cirkelns expansion i Lund
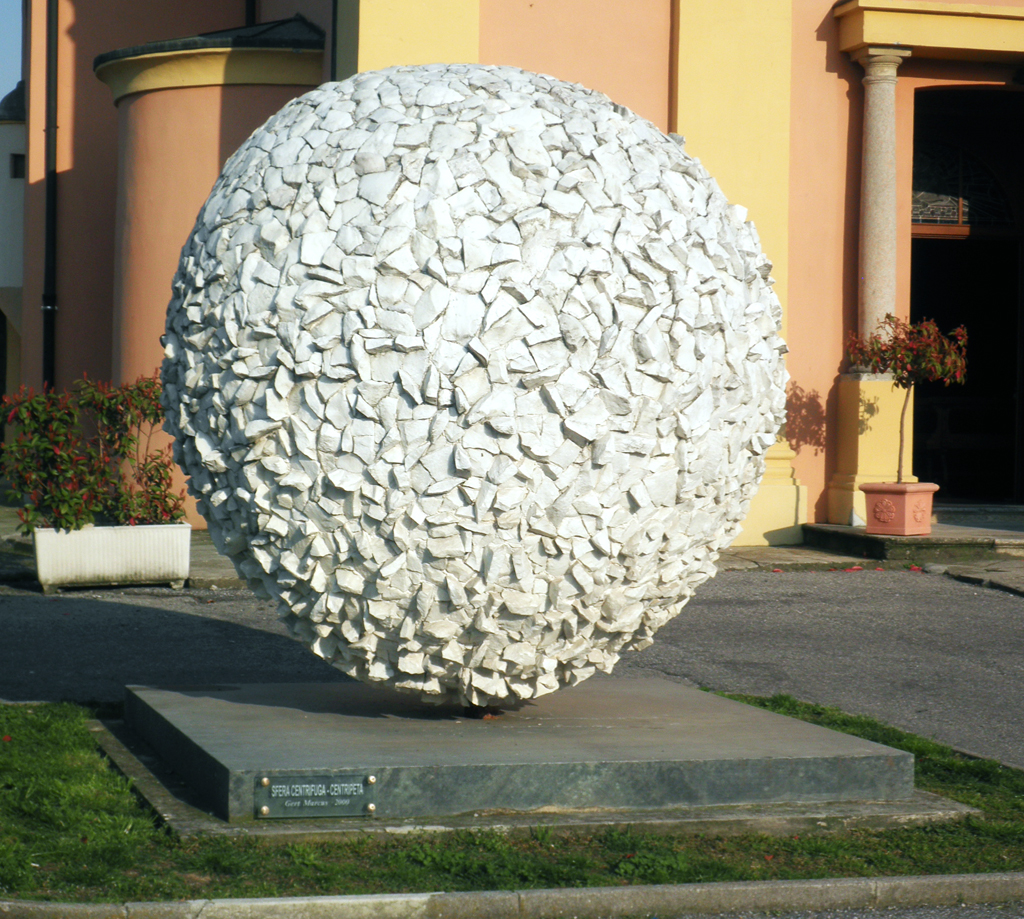
Sfera i Turano Lodigiano i Italien
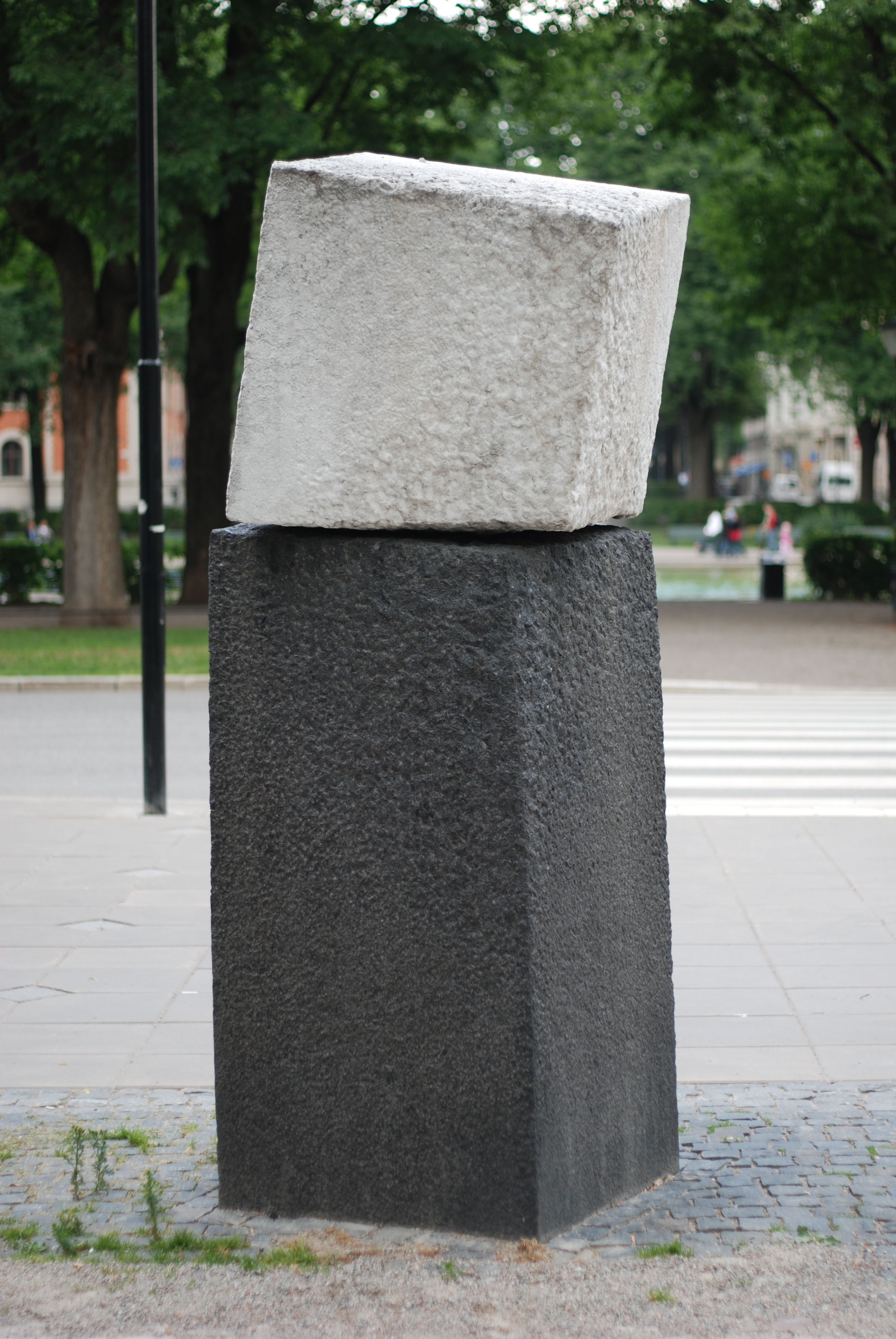
Inre delning i Stockholm